# Astana Pro Team/2016
Deze pagina geeft een overzicht van de Astana Pro Team-wielerploeg in  2016.

## Algemeen
Algemeen manager:  Aleksandr Vinokoerov
Ploegleiders:  Giuseppe Martinelli,  Dimitri Sedoen,  Alexander Schefer,  Paolo Slongo,  Gorazd Štangelj,  Sergej Jakovlev &  Stefano Zanini
Fietsmerk: Specialized
Kopmannen:  Vincenzo Nibali,  Fabio Aru &  Michele Scarponi

## Transfers
| Inkomend        | Team 2015                 | Uitgaand             | Team 2016 |
| --------------- | ------------------------- | -------------------- | --------- |
| Gatis Smukulis  | Katjoesja                 | Rein Taaramäe        | Katjoesja |
| Eros Capecchi   | Team Movistar             | Mikel Landa          | Team Sky  |
| Artjom Zacharov | Seven Rivers Cycling Team | Borut Božič          | Cofidis   |
| Dias Omirzakov  | Onbekend                  | Aleksandr Djatsjenko | Gestopt   |

## Renners
| Naam                          | Geboortedatum | Nationaliteit | Ploeg 2015                |
| ----------------------------- | ------------- | ------------- | ------------------------- |
| Valerio Agnoli                | 06-01-1985    | Italië        |                           |
| Machat Ajasbajev              | 27-01-1992    | Kazachstan    |                           |
| Fabio Aru                     | 03-07-1990    | Italië        |                           |
| Lars Boom                     | 30-12-1985    | Nederland     |                           |
| Eros Capecchi                 | 13-06-1986    | Italië        | Team Movistar             |
| Dario Cataldo                 | 17-03-1985    | Italië        |                           |
| Laurens De Vreese             | 29-09-1988    | België        |                           |
| Daniil Fominykh               | 28-08-1991    | Kazachstan    |                           |
| Jakob Fuglsang                | 22-03-1985    | Denemarken    |                           |
| Dmitri Groezdev               | 13-03-1986    | Kazachstan    |                           |
| Andrea Guardini               | 16-12-1989    | Italië        |                           |
| Andrij Hryvko                 | 07-08-1983    | Oekraïne      |                           |
| Arman Kamysjev                | 14-03-1991    | Kazachstan    |                           |
| Tanel Kangert                 | 11-03-1987    | Estland       |                           |
| Bachtijar Kozjatajev          | 28-03-1992    | Kazachstan    |                           |
| Aleksej Loetsenko             | 07-09-1992    | Kazachstan    |                           |
| Miguel Ángel López            | 04-02-1994    | Colombia      |                           |
| Davide Malacarne              | 11-06-1987    | Italië        |                           |
| Vincenzo Nibali               | 14-11-1984    | Italië        |                           |
| Dias Omirzakov (vanaf 05/02)  | 13-07-1992    | Kazachstan    | Onbekend                  |
| Diego Rosa                    | 27-03-1989    | Italië        |                           |
| Luis León Sánchez             | 24-11-1983    | Spanje        |                           |
| Michele Scarponi              | 25-09-1979    | Italië        |                           |
| Gatis Smukulis                | 15-04-1987    | Letland       | Katjoesja                 |
| Paolo Tiralongo               | 08-07-1977    | Italië        |                           |
| Roeslan Tleoebajev            | 07-03-1987    | Kazachstan    |                           |
| Alessandro Vanotti            | 16-09-1980    | Italië        |                           |
| Lieuwe Westra                 | 11-09-1982    | Nederland     |                           |
| Artjom Zacharov (vanaf 05/02) | 27-10-1991    | Kazachstan    | Seven Rivers Cycling Team |
| Andrej Zejts                  | 14-12-1986    | Kazachstan    |                           |
| Stagiairs                     |               |               |                           |
| Zhandos Bizhigitov            | 10-06-1991    | Kazachstan    | Vino 4ever SKO            |
| Noerbolat Koelimbetov         | 09-05-1992    | Kazachstan    | Astana City               |

## Overwinningen
Ronde van San Luis
6e etappe: Miguel Ángel López
La Méditerranéenne
3e etappe: Andrij Hryvko
Eindklassement: Andrij Hryvko
Ronde van de Algarve
2e etappe: Luis León Sánchez
Ronde van Oman
4e etappe: Vincenzo Nibali
Eindklassement: Vincenzo Nibali
Ronde van Langkawi
1e etappe: Andrea Guardini
4e etappe: Miguel Ángel López
5e etappe: Andrea Guardini
7e etappe: Andrea Guardini
8e etappe: Andrea Guardini
Puntenklassement: Andrea Guardini
Parijs-Nice
5e etappe: Aleksej Loetsenko
Driedaagse van De Panne-Koksijde
Eindklassement: Lieuwe Westra
Ronde van het Baskenland
1e etappe: Luis León Sánchez
5e etappe: Diego Rosa
Bergklassement: Diego Rosa
Ronde van Trentino
1e etappe: Astana Pro Team (PTT)
3e etappe: Tanel Kangert
4e etappe: Tanel Kangert
Roned van Italië
19e etappe:  Vincenzo Nibali
Eindklassement: Vincenzo Nibali
Critérium du Dauphiné
3e etappe: Fabio Aru
Ronde van Zwitserland
Eindklassement: Miguel Ángel López
Nationale kampioenschappen wielrennen
Kazachstan - tijdrit: Dmitri Groezdev
Kazachstan - wegrit: Arman Kamysjev
Letland - tijdritGatis Smukulis
Letland - wegrit: Gatis Smukulis
Ronde van Oostenrijk
Bergklassement: Alessandro Vanotti
Ronde van Burgos
2e etappe: Astana Pro Team (PTT)
Milaan-Turijn
Winnaar: Miguel Ángel López
Ronde van Almaty
Winnaar: Aleksej Loetsenko
Ronde van Abu Dhabi
3e etappe: Tanel Kangert
Eindklassement: Tanel Kangert
Ronde van Hainan
2e etappe: Roeslan Tleoebajev
8e etappe: Aleksej Loetsenko
Eindklassement Aleksej Loetsenko
2005 · 2006 · 2007 · 2008 · 2009 · 2010 · 2011 · 2012 · 2013 · 2014 · 2015 · 2016 · 2017 · 2018 · 2019 · 2020 · 2021 · 2022 · 2023 · 2024 · 2025
AG2R-La Mondiale · Astana Pro Team · BMC Racing Team · Cannondale Pro Cycling Team · Dimension Data · Etixx-Quick Step · FDJ · Team Giant-Alpecin · IAM Cycling · Team Katjoesja · Lampre-Merida · Team LottoNL-Jumbo · Lotto Soudal · Movistar Team · Orica GreenEDGE · Team Sky · Tinkoff · Trek-Segafredo